# Martina Topley-Bird
Martina Gillian Topley-Bird (ur. 7 maja 1975 w Londynie) – brytyjska wokalistka i autorka piosenek.
Muzyczną karierę rozpoczęła na pierwszej płycie Tricky'ego, jednego z pionierów trip hopu, pt. Maxinquaye. Pojawiła się również na jego kolejnych albumach – Pre-Millennium Tension i Angels with Dirty Faces oraz projekcie Nearly God.
Topley-Bird poznała Tricky’ego w 1990 roku w wieku 15 lat. Muzyczna współpraca przerodziła się również w prywatny związek. W 1993 urodziła im się córka, Maisie. W 1998 roku para rozstała się.
W 2003 artystka wydała swój pierwszy solowy album, Quixotic, pod szyldem wytwórni Independiente Records. W tym samym roku Quixotic nominowane było do nagrody Mercury Music Prize.
W 2004 płyta Topley-Bird, ze zmianami w trackliście, okładce i tytule (nowy tytuł brzmiał Anything, tak jak drugi singel z Quixotic), została wydana w USA.
12 maja 2008 miała miejsce premiera drugiego solowego albumu Topley-Bird, który nosi tytuł The Blue God. Producentem płyty jest Danger Mouse, którego piosenkarka poznała podczas pracy nad utworem „All Alone” zespołu Gorillaz z płyty Demon Days w 2005.

## Dyskografia

### Albumy
- Quixotic (2003, Independiente)
- Anything (2004, Palm Pictures)
- The Blue God (2008, Independiente)
- Some Place Simple (2010, Honest Jon's Records)

### Single
- 2003 „Need One”
- 2003 „Anything”
- 2003 „I Still Feel”
- 2004 „Soul Food”
- 2008 „Carnies”
- 2008 „Poison”
- 2008 „Baby Blue”